# Turrican
Turrican è un videogioco a piattaforme e sparatutto fantascientifico, progettato e sviluppato quasi interamente da Manfred Trenz per Commodore 64 e pubblicato dalla Rainbow Arts nel 1990. In seguito venne portato su diverse altre piattaforme; Factor 5 realizzò le conversioni per Amiga, Atari ST e CDTV, Probe Software per Amstrad CPC e ZX Spectrum, e Code Monkeys per le console Game Boy, Mega Drive e PC Engine. 
Turrican ottenne molti giudizi positivi dalla critica e diede inizio a una serie.

## Trama
La storia introduttiva cambia a seconda delle versioni. In ogni caso il protagonista è un guerriero cyborg con un'armatura futuristica che affronta le forze di Morgul, un essere robotico mostruoso con tre facce. Dovrà combattere nemici robotici o biomeccanici attraverso cinque mondi, partendo da una zona rocciosa all'aperto per poi introdursi in strutture tecnologiche e caverne, fino a raggiungere Morgul nella sua base, un'enorme torre futuristica.
In una versione Morgul è un'entità aliena che sta attaccando l'umanità senza spostarsi dal proprio dominio, in quanto ha la capacità di generare incubi e paure nelle persone.
In un'altra versione la colonia di Alterra è un mondo abitabile interamente plasmato dall'uomo, abbandonato in una galassia vicina molto tempo fa. Alterra era stata bioingegnerizzata da un potente generatore di ecosistemi conosciuto come MORGUL, ovvero Multiple Organism Unit Link (Unità di Connessione di Organismi Multipli), ma il sistema si ribellò; i pochi fortunati coloni sopravvissuti raccontarono la terribile storia di un'intelligenza artificiale superiore impazzita. Ora il protagonista è stato inviato a riprendere il controllo di Alterra.

## Modalità di gioco
Il giocatore controlla il guerriero attraverso cinque ambienti molto grandi (per un'area totale pari a oltre 1000 schermate, almeno su Commodore 64 o Amiga) che necessitano anche di esplorazione. La visuale è di lato, con scorrimento multidirezionale. Il personaggio può correre in orizzontale, saltare, abbassarsi, e usare una serie di armamenti, dei quali il più basilare è un fucile che spara proiettili in orizzontale.
Si dispone di una serie di vite e di una barra dell'energia per ciascuna vita. Si combattono molti tipi di robot e creature nemiche, spesso in grado di volare, tra cui gli strani boss di fine livello, il primo dei quali è un enorme pugno.
Si possono raccogliere vari power-up che conferiscono invincibilità temporanea, più potenza all'arma principale, ricariche di altre armi secondarie, vite o energia. Accumulando 300 diamanti si ottiene un credito per continuare una partita. Sono presenti molte aree segrete raggiungibili in determinati punti.

### Armi a disposizione
Il giocatore ha diverse armi a sua disposizione. In alternativa al normale sparo si possono ottenere:
- Sparo multiplo a ventaglio, potenziabile tre volte.
- Laser, più potente ma a gittata limitata, potenziabile tre volte.
- Raggio direzionabile, sempre disponibile; tenendo premuto il tasto di fuoco viene attivato e, mentre il personaggio sta fermo, può essere ruotato in un raggio di 180°.

Con munizioni limitate, sono disponibili le armi secondarie:
- Linee energetiche che partono dal centro dello schermo e muovendosi a destra e sinistra inceneriscono qualsiasi nemico.
- Granate da lancio, esplodono all'impatto e ripuliscono il quadro da tutti i nemici.
- Mine, si piazzano abbassando il personaggio ed esplodono subito dopo.
- Giroscopio, attivabile tre volte per ogni vita, trasforma il personaggio in una sfera uncinata invincibile (ma può sempre cadere nei precipizi), direzionabile solamente a destra e sinistra.

## Colonna sonora
Chris Hülsbeck ha realizzato buona parte della colonna sonora del videogioco, almeno nella versione Commodore 64. Quest'ultima comprende tra l'altro due brani che sono riarrangiamenti di Escape e di parti di Death of Optimus Prime, tratte dalla colonna sonora del lungometraggio di animazione Transformers - The Movie del 1986, composta da Vince DiCola, e un brano (usato anche in X-Out) che contiene parte della colonna sonora di Shadowfire. Le musiche possono variare a seconda della piattaforma, mancando del tutto su Amstrad e Spectrum.
Nel 1993 è uscita Turrican Soundtrack, una raccolta delle migliori canzoni presenti nei primi tre capitoli della serie; successivamente nel 2013 è uscita Turrican Soundtrack Anthology comprendente tutte le canzoni della saga.

## Sviluppo
Il videogioco è ispirato in alcuni dettagli a Metroid e in altri a Psycho-Nics Oscar.
Il principale autore (escluso il sonoro) della versione originale per Commodore 64, Manfred Trenz, cita in particolare l'arcade Psycho-Nics Oscar come fonte di ispirazione. L'eroe di Oscar infatti salta con una pesante armatura, si trasforma in una ruota chiodata e spara con molte armi. All'epoca non c'era ancora nulla con questo stile sul Commodore 64.
Il nome Turrican deriva invece dal cognome italiano Turricano, che Trenz trovò casualmente sull'elenco telefonico, un metodo che aveva già usato per inventare il titolo di Katakis.
Lo splash screen del gioco (almeno versioni Amiga, ST, C64, Game Boy) è un tributo all'album Kings of Metal del gruppo heavy metal Manowar, la cui copertina ritrae un guerriero nella medesima posizione.

## Serie
Sono stati realizzati alcuni seguiti: 
- Turrican II: The Final Fight (1991)
- Super Turrican (1993) per NES, conversione di Turrican e Turrican II ad opera di Trenz
- Turrican 3 (1993) per Amiga, convertito come Mega Turrican (1994) per Mega Drive
- Super Turrican (1993) per Super Nintendo
- Super Turrican 2 (1994) per Super Nintendo

Alla fine degli anni '90 era in fase di realizzazione un ulteriore capitolo, dal titolo Turrican 3D e dotato della terza dimensione, ma il suo sviluppo è stato interrotto.
Il 24 aprile 2007 Julian Eggebrecht, produttore di Turrican e leader di Factor 5, in un'intervista sul sito web di Gamasutra, ha annunciato un possibile seguito alla saga.
Nel marzo 2013 in rete è uscita una notizia, non ufficiale, di un nuovo capitolo alla serie, Turrican Rebirth, disponibile per sistemi di nuova generazione, anche se la cosa non si è mai concretizzata.
Il 15 marzo 2017, su diversi siti che si occupano di videogiochi, è apparsa una notizia, ancora non ufficiale, che Factor 5 ha ottenuto i diritti del marchio Turrican e che svilupperà giochi per console Nintendo Switch.
Nel 2018 Super Turrican Director's Cut, con grafica migliorata e con l'aggiunta di nuovi livelli, è stato incluso insieme a Super Turrican 2 nella retroconsole Super Nt (un rifacimento mini dello SNES).

### Antologie
Nel 2020, in occasione dei 30 anni dal primo gioco, Factor 5 in collaborazione con la Strictly Limited Games hanno creato una raccolta suddivisa in due volumi dell'intera saga Turrican, che si prevede per PS4 e Nintendo Switch in formato fisico. Al 2022 la raccolta è ancora disponibile solo in preordine e l'uscita è prevista entro l'anno.
Turrican Anthology Vol. 1
- Turrican (Amiga)
- Turrican 2 (Amiga)
- Super Turrican (SNES)
- Super Turrican Director’s Cut (SNES)
- Mega Turrican Score Attack (Mega Drive)

Turrican Anthology Vol. 2
- Turrican 3 (Amiga)
- Mega Turrican (Turrican 3 ver. Mega Drive)
- Mega Turrican Director’s Cut (Mega Drive)
- Super Turrican 2 (SNES)
- Super Turrican 1 Score Attack (SNES)